# Joaquín Arzura
Joaquín Arzura Slavsky (Campana, Buenos Aires; es un exfutbolista argentino que se desempeñaba como mediocampista.

## Trayectoria

### Inicios
Dio sus primeros pasos en Villa Dálmine, de Campana, donde permaneció durante siete años, hasta que a los 14 años se probó en Tigre, donde finalmente llegó al primer equipo.

### Tigre
Debutó el 29 de noviembre de 2011 frente a Defensa y Justicia en los treintaidosavos de la Copa Argentina 2011-12, en lo que fue victoria de su equipo por 4-2. En dicho encuentro entró a los 32 minutos del segundo tiempo, en reemplazo de Javier Carrasco.
El debut en la Primera División llegó recién luego de casi dos años, el 31 de agosto de 2013, ingresando desde el banco en reemplazo de Diego Castaño, en el entretiempo de la derrota por 1-0 frente a Quilmes, por la quinta fecha del Torneo Inicial.
Convirtió su único gol en la entidad de Victoria frente a Newell's Old Boys en el empate parcial 1-1 con resultado negativo para su equipo por 2-1. Dicho encuentro fue correspondiente a la decimosexta fecha del Torneo Transición 2014.

### River Plate
A partir de enero de 2016 se volvió refuerzo de River Plate, por una suma cercana a $1.500.000 dólares. Arzura marcó por primera vez con River Plate el 27 de octubre  de 2016, contra Union de Santa Fe por Copa Argentina 2015-16.

### Osasuna
El 28 de julio de 2017 se hace oficial su llegada al Club Atlético Osasuna a préstamo por una temporada con opción de compra de 1.750.000 €.

### Almería
El 16 de julio de 2018 se hace oficial su llegada a la Unión Deportiva Almería cedido con opción de compra.

### Nacional
El día 23 de enero de 2019 se hacía pública su llegada al conjunto tricolor, a préstamo con opción de compra.

### Huracán
En julio de 2019 rescindió el contrato con Nacional y el 1 de agosto firmó a préstamo por un año, con opción de compra.

### Instituto
El día 28 de julio de 2021 llegó al conjunto cordobés, libre desde River Plate, dueño de su pase.

## Selección nacional
En 2010 fue convocado para integrar la Selección sub-18 de Argentina para enfrentar a un combinado de futbolistas de la ciudad de Gualeguaychú, Entre Ríos.
En marzo de 2012, fue citado por Marcelo Trobbiani para unirse a los entrenamientos de la Selección sub-20 de Argentina.

## Estadísticas

### Clubes
| Club                              | Div.                | Temporada           | Liga  | Liga  | Liga   | Copas nacionales | Copas nacionales | Copas nacionales | Torneos internacionales | Torneos internacionales | Torneos internacionales | Total | Total | Total  |
| Club                              | Div.                | Temporada           | Part. | Goles | Asist. | Part.            | Goles            | Asist.           | Part.                   | Goles                   | Asist.                  | Part. | Goles | Asist. |
| --------------------------------- | ------------------- | ------------------- | ----- | ----- | ------ | ---------------- | ---------------- | ---------------- | ----------------------- | ----------------------- | ----------------------- | ----- | ----- | ------ |
| Tigre Argentina                   | 1.ª                 | 2011-12             | —     | —     | —      | 2                | 0                | 0                | —                       | —                       | —                       | 2     | 0     | 0      |
| Tigre Argentina                   | 1.ª                 | 2012-13             | —     | —     | —      | —                | —                | —                | —                       | —                       | —                       | 0     | 0     | 0      |
| Tigre Argentina                   | 1.ª                 | 2013-14             | 31    | 0     | 0      | 2                | 0                | 0                | —                       | —                       | —                       | 33    | 0     | 0      |
| Tigre Argentina                   | 1.ª                 | 2014                | 17    | 1     | 2      | —                | —                | —                | —                       | —                       | —                       | 19    | 1     | 2      |
| Tigre Argentina                   | 1.ª                 | 2015                | 23    | 0     | 0      | 2                | 0                | 0                | 1                       | 0                       | 0                       | 26    | 0     | 0      |
| Tigre Argentina                   | Total club          | Total club          | 71    | 1     | 2      | 6                | 0                | 0                | 1                       | 0                       | 0                       | 78    | 1     | 2      |
| River Plate Argentina             | 1.ª                 | 2016                | 7     | 0     | 0      | —                | —                | —                | 1                       | 0                       | 0                       | 8     | 0     | 0      |
| River Plate Argentina             | 1.ª                 | 2016-17             | 6     | 0     | 0      | 2                | 1                | 0                | 3                       | 0                       | 0                       | 11    | 1     | 0      |
| River Plate Argentina             | Total club          | Total club          | 13    | 0     | 0      | 2                | 1                | 0                | 4                       | 0                       | 0                       | 19    | 1     | 0      |
| C.A. Osasuna · España             | 2.ª                 | 2017-18             | 28    | 0     | 0      | 1                | 0                | 0                | —                       | —                       | —                       | 29    | 0     | 0      |
| C.A. Osasuna · España             | Total club          | Total club          | 28    | 0     | 0      | 1                | 0                | 0                | 0                       | 0                       | 0                       | 29    | 0     | 0      |
| UD Almería · España               | 2.ª                 | 2018                | 11    | 0     | 0      | 3                | 0                | 0                | —                       | —                       | —                       | 14    | 0     | 0      |
| UD Almería · España               | Total club          | Total club          | 11    | 0     | 0      | 3                | 0                | 0                | 0                       | 0                       | 0                       | 14    | 0     | 0      |
| Nacional · Uruguay                | 1.ª                 | 2019                | 5     | 0     | 0      | 1                | 0                | 0                | 5                       | 0                       | 0                       | 11    | 0     | 0      |
| Nacional · Uruguay                | Total club          | Total club          | 5     | 0     | 0      | 1                | 0                | 0                | 5                       | 0                       | 0                       | 11    | 0     | 0      |
| Huracán Argentina                 | 1.ª                 | 2019-20             | 3     | 0     | 0      | —                | —                | —                | 1                       | 0                       | 0                       | 4     | 0     | 0      |
| Huracán Argentina                 | Total club          | Total club          | 3     | 0     | 0      | 0                | 0                | 0                | 1                       | 0                       | 0                       | 4     | 0     | 0      |
| Panetolikos · Grecia              | 1.ª                 | 2020-21             | 7     | 0     | 0      | 2                | 0                | 0                | —                       | —                       | —                       | 9     | 0     | 0      |
| Panetolikos · Grecia              | Total club          | Total club          | 7     | 0     | 0      | 2                | 0                | 0                | 0                       | 0                       | 0                       | 9     | 0     | 0      |
| Instituto Argentina               | 2.ª                 | 2021                | 12    | 0     | 2      | —                | —                | —                | —                       | —                       | —                       | 12    | 0     | 2      |
| Instituto Argentina               | 2.ª                 | 2022                | 24    | 0     | 2      | —                | —                | —                | —                       | —                       | —                       | 24    | 0     | 2      |
| Instituto Argentina               | Total club          | Total club          | 36    | 0     | 4      | 0                | 0                | 0                | 0                       | 0                       | 0                       | 36    | 0     | 4      |
| Quilmes Argentina                 | 2.ª                 | 2023                | 4     | 0     | 0      | 0                | 0                | 0                | 0                       | 0                       | 0                       | 4     | 0     | 0      |
| Quilmes Argentina                 | Total club          | Total club          | 4     | 0     | 0      | 0                | 0                | 0                | 0                       | 0                       | 0                       | 4     | 0     | 0      |
| Villa Dálmine Argentina           | 2.ª                 | 2023                | 10    | 1     | 0      | 0                | 0                | 0                | 0                       | 0                       | 0                       | 10    | 1     | 0      |
| Villa Dálmine Argentina           | Total club          | Total club          | 10    | 1     | 0      | 0                | 0                | 0                | 0                       | 0                       | 0                       | 10    | 1     | 0      |
| Independiente Rivadavia Argentina | 1.ª                 | 2024                | 0     | 0     | 0      | 1                | 0                | 0                | 0                       | 0                       | 0                       | 1     | 0     | 0      |
| Independiente Rivadavia Argentina | Total club          | Total club          | 0     | 0     | 0      | 1                | 0                | 0                | 0                       | 0                       | 0                       | 1     | 0     | 0      |
| Isernia · Italia                  | 4.ª                 | 2024-25             | 13    | 2     | 0      | 0                | 0                | 0                | 0                       | 0                       | 0                       | 13    | 2     | 0      |
| Isernia · Italia                  | Total club          | Total club          | 13    | 2     | 0      | 0                | 0                | 0                | 0                       | 0                       | 0                       | 13    | 2     | 0      |
| Total en su carrera               | Total en su carrera | Total en su carrera | 201   | 4     | 6      | 16               | 1                | 0                | 11                      | 0                       | 0                       | 228   | 5     | 6      |
| 1. 2. 3.                          |                     |                     |       |       |        |                  |                  |                  |                         |                         |                         |       |       |        |

8

## Palmarés

### Campeonatos nacionales
| Título             | Club        | Sede      | Año  |
| ------------------ | ----------- | --------- | ---- |
| Copa Argentina     | River Plate | Argentina | 2016 |
| Supercopa Uruguaya | Nacional    | Uruguay   | 2019 |

### Campeonatos internacionales
| Título              | Club        | Sede      | Año  |
| ------------------- | ----------- | --------- | ---- |
| Recopa Sudamericana | River Plate | Argentina | 2016 |